# Muscicapa dauurica
El papamoscas pardo (Muscicapa dauurica), también conocido como papamoscas castaño, es una especie de ave paseriforme de la familia Muscicapidae. Es una especie insectívora que se reproduce en Japón, el este de Siberia y los Himalayas. Es migratorio y pasa los inviernos en el sur de Asia tropical, desde el sur de la India y Sri Lanka al este de Indonesia.

## Descripción

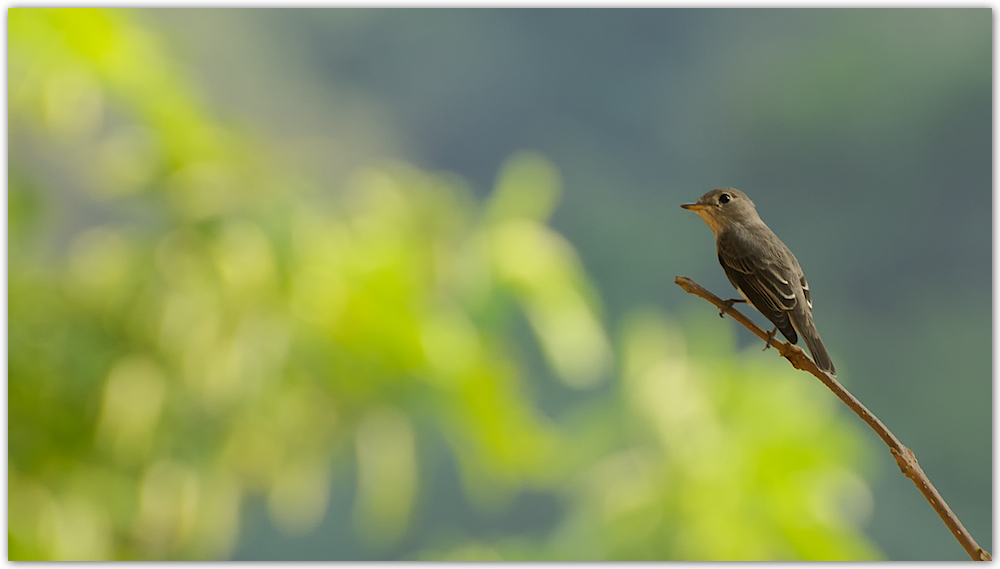
Papamoscas pardo cerca de Coimbatore, India

Mide unos 13 cm de largo, incluyendo la cola de tres picos. Tiene una forma similar al papamoscas gris, pero la cola es relativamente más larga. El pico es oscuro y relativamente grande, con la base más amplia.
Los adultos tienen el dorso de color marrón grisáceo, que se vuelve más gris a medida que el plumaje envejece, las partes inferiores blanquecinas con los flancos teñidos de marrón. Las aves jóvenes tienen el dorso, la cabeza y el pecho de color marrón escamoso.

## Subespecies
Se reconocen tres subespecies:
- Muscicapa dauurica dauurica Pallas, 1811
- Muscicapa dauurica poonensis Sykes, 1832
- Muscicapa dauurica siamensis (Gyldenstolpe, 1916)